# 艾瑟尔蒙德岛

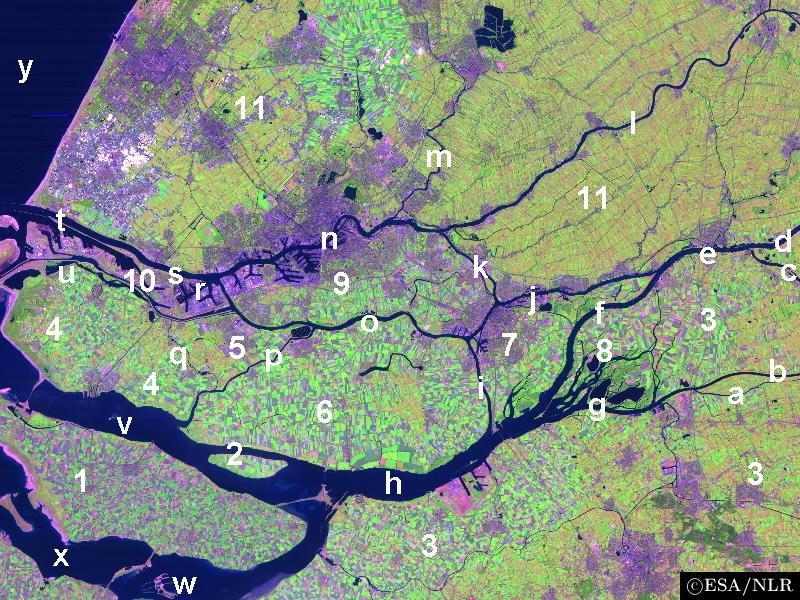
莱茵-马斯-斯海尔德三角洲的卫星图，编号9为艾瑟尔蒙德岛

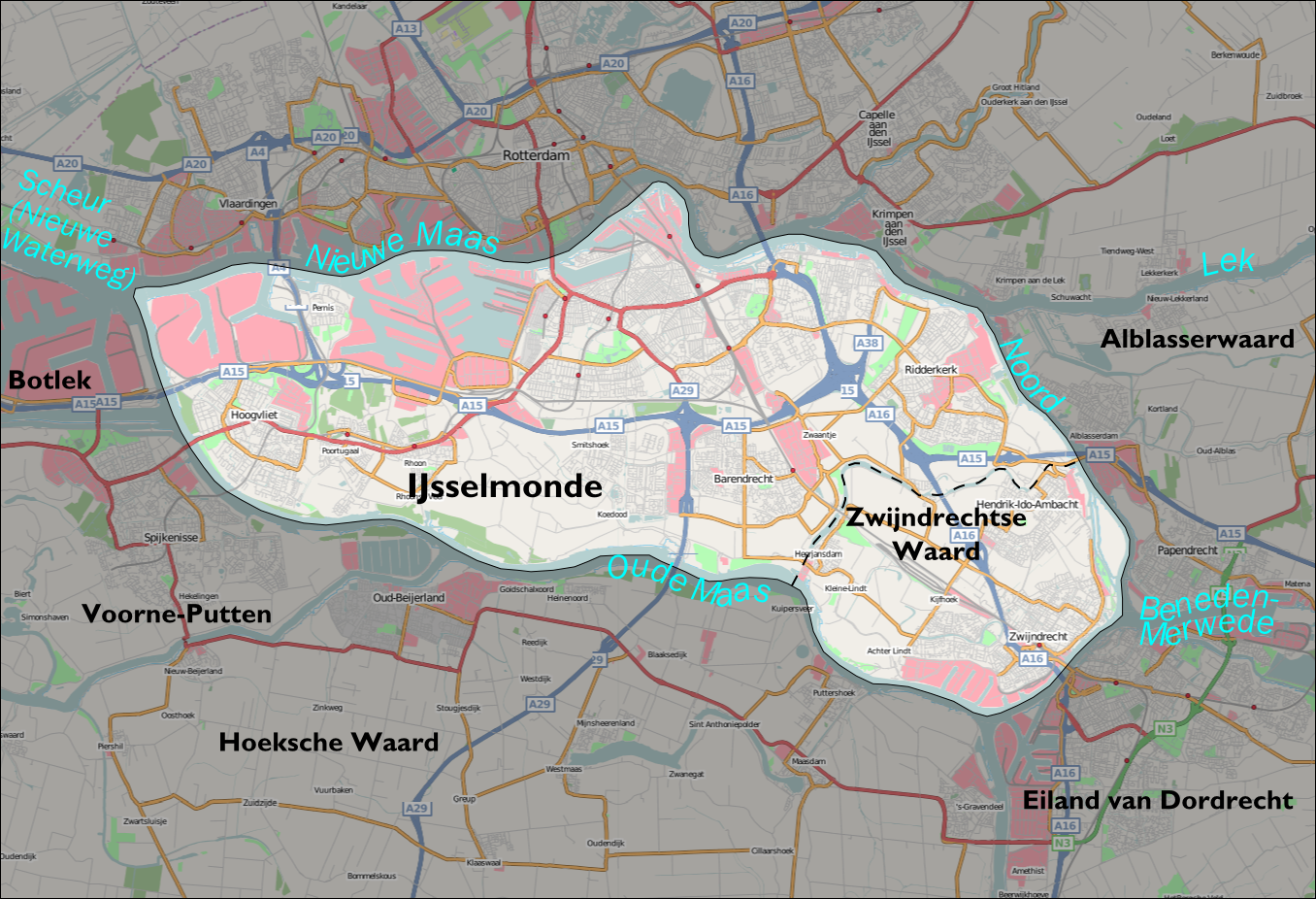
艾瑟尔蒙德岛地图

艾瑟尔蒙德岛（荷蘭語：IJsselmonde，發音：[ˌɛi̯səlˈmɔndə]）是荷兰南荷蘭省的一个岛屿及地区，位于莱茵-马斯-斯海尔德三角洲的新马斯河、诺德河和旧马斯河之间，得名于荷兰艾瑟尔河河口处的同名前村庄，面积105平方千米，人口约423,000。岛上主要是住宅区和工业区。